# ASEAN Football Federation
Die ASEAN Football Federation (AFF), ist eine 1984 gegründete regionale Unterorganisation der Asian Football Confederation (AFC), der in der ASEAN organisierten Staaten Südostasiens mit Sitz in Malaysia. Zurzeit sind Brunei, Indonesien, Kambodscha, Laos, Malaysia, Myanmar, Osttimor, die Philippinen, Singapur, Thailand, Vietnam und zuletzt Australien Mitglieder.
Der Verband wurde am 31. Januar 1984 von den fünf Gründungsmitgliedern Thailand, Brunei, Singapur, Malaysia sowie den Philippinen gegründet um einen Pokalwettbewerb für Vereinsmannschaften ins Leben zu rufen, der jedoch bald wieder aufgegeben wurde. Erst 1996 kam es zu einer Wiederbelebung des Wettbewerbs unter der Sponsorenbezeichnung Tiger Cup, ab 2008 Suzuki Cup und schließlich ab 2022 als Mitsubishi Electric Cup, der heute unter dem Namen ASEAN Championship bekannt ist, einem Wettbewerb für Nationalmannschaften, der alle zwei Jahre ausgetragen wird.
1. Der erste Tiger Cup wurde im Jahr 1996 in Singapur mit den sechs Gründungsmitgliedern abgehalten. Sieger des Wettbewerbs wurde die Mannschaft Thailands.
2. Der zweite Tiger Cup fand 1998 in Vietnam statt. Sieger dieses Wettbewerbs wurde die Mannschaft Singapurs.
3. Der dritte Tiger Cup fand 2000 in Thailand statt. Sieger wurde die Mannschaft Thailands nach einem 4:1-Sieg über Indonesien.
4. Der vierte Tiger Cup fand 2002 in Singapur und Indonesien statt. Sieger wurde die Mannschaft Thailands nach einem 6:2-Sieg über Indonesien.
5. Der fünfte Tiger Cup fand 2004 in Vietnam statt. Sieger wurde die Mannschaft Singapurs.
6. Ab 2006 wurde der Tiger Cup durch die ASEAN Football Championship ersetzt. Diese fanden zuerst in Singapur und Thailand statt. Sieger wurde die Mannschaft Singapurs nach zwei Spielen gegen Thailand, die 1:1 und 2:1 endeten.

Der AFF veranstaltet auch den Dunhill Cup, einen Wettbewerb, der alle zwei Jahre stattfindet. Zum ersten Mal abgehalten wurde er 1997 in Kuala Lumpur. Die zweite Auflage war 1999 in Ho-Chi-Minh-Stadt. In diesem Wettbewerb spielen drei AFF-Mitgliedsmannschaften gegen Mannschaften anderer ostasiatischer Länder. Das Führungsgremium der AFF trifft sich alle drei Monate.
Bei der ersten Austragung 1996 nahmen bereits mit der Ausnahme Osttimors, das erst 2004 nach der Unabhängigkeit von Indonesien beitrat, alle heutigen Mitglieder am Wettbewerb teil.
Daneben richtet die AFF einem Pokal für die Sieger der Meisterschaften seiner Mitglieder, sowie Regionalmeisterschaften für Frauen, sowie Jugend- und Juniorennationalmannschaften aus.

## Mitglieder
| Staat       | Verband                                            |
| ----------- | -------------------------------------------------- |
| Australien  | Football Australia                                 |
| Brunei      | National Football Association of Brunei Darussalam |
| Indonesien  | Football Association of Indonesia                  |
| Kambodscha  | Football Federation of Cambodia                    |
| Laos        | Fédération Lao de Football                         |
| Malaysia    | Football Association of Malaysia                   |
| Myanmar     | Myanmar Football Federation                        |
| Osttimor    | Federação Futebol Timor-Leste                      |
| Philippinen | Philippine Football Federation                     |
| Singapur    | Football Association of Singapore                  |
| Thailand    | Football Association of Thailand                   |
| Vietnam     | Vietnam Football Federation                        |

## Wettbewerbe

### Männer
Nationalmannschaften
- ASEAN Championship (Südostasienmeisterschaft seit 1996)
- U-23 Turnier der Südostasienspiele
- ASEAN U-23 Championship (seit 2005)
- ASEAN U-19 Youth Championship (seit 2002)
- ASEAN U-16 Youth Championship (seit 2002)
- ASEAN Futsal Championship (seit 2001)
- ASEAN Beach Soccer Championship (seit 2014)

Klubs
- ASEAN Club Championship (seit 2003)
- AFF Futsal Club Championship (2014)

### Frauen
Nationalmannschaften
- ASEAN Women’s Championship (Südostasienmeisterschaft der Frauen seit 2004)
- Turnier der Frauen der Südostasienspiele
- ASEAN U-19 Women's Championship (2014)
- ASEAN U-16 Women's Championship (2009)

Klubs
- AFF Futsal Club Women’s Championship (2014)